# Полуянов, Николай Андреевич
Николай Андреевич Полуянов (род. 14 июля 1952 года, д. Парфёнова Кудымкарского района Пермской области) — советский и российский государственный деятель. Глава администрации Коми-Пермяцкого автономного округа (1991—2000). Член Совета Федерального Собрания РФ (1996—2001).

## Биография
Родился 14 июля 1952 года в д. Парфёнова Кудымкарского района Пермского края.

### Образование и трудовая деятельность
Окончил Пермский финансовый техникум в 1972 году, экономический факультет Пермского государственного университета в 1979 году.
Работал финансовым инспектором по государственным доходам исполкома Кудымкарского районного Совета, затем заведующим районным финансовым отделом. С 1979 года — старший контролёр-ревизор Контрольно-ревизионного управления, заведующий финотделом Коми-Пермяцкого автономного округа.

### Политическая деятельность
Состоял в КПСС до августа 1991 года.
С 1983 года — председатель исполкома Юсьвинского районного Совета. С 1986 года — заместитель председателя Коми-Пермяцкого окружного комитета по аграрно-промышленному комплексу. С 1988 года — председатель исполкома Кудымкарского районного Совета.
В декабре 1991 года был назначен главой администрации Коми-Пермяцкого автономного округа. 17 ноября 1996 года победил на выборах главы администрации округа, получив 69,63 % голосов избирателей. С 1996 года по должности входил в Совет Федерации, являлся членом Комитета по бюджету, налоговой политике, финансовому, валютному и таможенному регулированию, банковской деятельности.
В 2000 году баллотировался на очередных выборах главы областной администрации, во втором туре выборов 17 декабря набрал 40 % голосов избирателей, участвовавших в голосовании, и уступил победу Геннадию Савельеву (44 % голосов).

## Награды
- Медаль «В память 850-летия Москвы»[1].
- Благодарность Президента Российской Федерации (12 августа 1996 года) — за активное участие в организации и проведении выборной кампании Президента Российской Федерации в 1996 году[3].
- Почетная грамота Совета Федерации[1].